# كريستيان صموئيل بارث
كريستيان صموئيل بارث (بالألمانية: Christian Samuel Barth)‏ هو ملحن ألماني، ولد في 13 يناير 1735 في غلاوخاو في ألمانيا، وتوفي في 8 يوليو 1809 في كوبنهاغن في الدنمارك.

## وصلات خارجية
- كريستيان صموئيل بارث على موقع ميوزك برينز (الإنجليزية)